# Asymptotische Analyse
In der Mathematik und ihren Anwendungen bezeichnet asymptotische Analyse (auch asymptotische Analysis) einerseits eine Methode, um das Grenzverhalten von Funktionen oder Folgen zu klassifizieren, indem man nur den wesentlichen Trend des Grenzverhaltens beschreibt, andererseits aber auch die zugrundeliegende Theorie als Ganzes.
Asymptotische Resultate hängen im Wesentlichen davon ab, welche Parameter konvergieren bzw. divergieren und welche Region man betrachtet.

## Beschreibung des asymptotischen Verhaltens
Das asymptotische Verhalten von Funktionen lässt sich mit einer Äquivalenzrelation beschreiben. Seien {\displaystyle f} und {\displaystyle g} reellwertige Funktionen natürlicher Zahlen {\displaystyle n,} so lässt sich eine Äquivalenzrelation definieren durch:
{\displaystyle f\sim g\Leftrightarrow \lim _{n\to \infty }{\frac {f(n)}{g(n)}}=1}
Die Äquivalenzklasse von {\displaystyle g} besteht aus allen Funktionen {\displaystyle h}, bei denen der relative Fehler {\displaystyle {\tfrac {h(n)-g(n)}{g(n)}}} zu {\displaystyle g} beim Grenzübergang {\displaystyle n\to \infty } gegen {\displaystyle 0} strebt. Diese Definition lässt sich unmittelbar auf Funktionen einer reellen oder komplexen Veränderlichen {\displaystyle x} übertragen sowie auf den Fall {\displaystyle x\to x_{0}}, wobei die Annäherung an {\displaystyle x_{0}} oft nur über eine Teilmenge erfolgt, z. B. im Reellen von links oder von rechts, bzw. im Komplexen in einem Winkelbereich, oder über eine vorgegebene diskrete Menge. Des Weiteren lässt sich diese Definition auch auf mehrere laufende Parameter ausdehnen.

## Einige Beispiele für asymptotische Resultate
- Der Primzahlsatz der Zahlentheorie besagt, dass die Anzahl von Primzahlen kleiner {\displaystyle x} für große {\displaystyle x} sich asymptotisch verhält wie {\displaystyle x/\!\ln x}.
- Die Stirling-Formel beschreibt das asymptotische Verhalten der Fakultäten.
- Vier elementare Beispiele sind {\displaystyle \ln(1+x)}, {\displaystyle \sin x}, {\displaystyle 1-\cos x} und {\displaystyle \cot x} mit dem asymptotischen Verhalten {\displaystyle x}, {\displaystyle x}, {\displaystyle x^{2}\!/2} bzw. {\displaystyle 1/x} für {\displaystyle x\to 0.}

## Landau-Notation
Eine nützliche Notation zur Beschreibung der Wachstumsklassen ist die Landau-Notation, die ursprünglich von Paul Bachmann stammt, aber durch Edmund Landau bekannt gemacht wurde. Eine wichtige Anwendung der Landau-Notation ist die Komplexitätstheorie, in der asymptotische Laufzeit und Speicherverbrauch eines Algorithmus untersucht werden.
Die einfachste Art, diese Symbole zu definieren, ist: {\displaystyle O(f(x))} und {\displaystyle o(f(x))} sind Klassen von Funktionen mit den folgenden Eigenschaften:
- {\displaystyle g(x)\in O(f(x)):\Leftrightarrow \limsup \limits _{x\to x_{0}}\left|{\frac {g(x)}{f(x)}}\right|<\infty }
- {\displaystyle g(x)\in o(f(x)):\Leftrightarrow \lim \limits _{x\to x_{0}}\left|{\frac {g(x)}{f(x)}}\right|=0}

Der Punkt {\displaystyle x_{0}} wird in der Regel aus dem Kontext klar. Weiters schreibt man oft auch {\displaystyle g(x)=O(f(x))} statt {\displaystyle g(x)\in O(f(x))}.

## Asymptotische Entwicklung
Unter einer asymptotischen Entwicklung einer Funktion {\displaystyle f} versteht man die Darstellung der Funktion als formale Potenzreihe – also als nicht notwendigerweise konvergente Reihe. Dabei kann nach Abbruch der Reihe nach einem endlichen Glied die Größe das Fehlergliedes kontrolliert werden, wodurch die asymptotische Entwicklung eine gute Näherung in der Nähe von {\displaystyle x_{0}} für den Funktionswert {\displaystyle f(x_{0})} liefert. Ein bekanntes Beispiel einer asymptotischen Entwicklung ist die Stirlingsche Reihe als asymptotische Entwicklung für die Fakultät. Definieren lässt sich eine solche Entwicklung mit Hilfe einer asymptotischen Folge {\displaystyle (\varphi _{n})} als
{\displaystyle f(x)=\sum _{i=1}^{N}a_{i}\varphi _{i}(x)+o(\varphi _{N}(x))}
mit {\displaystyle \varphi _{n+1}(x)=o(\varphi _{n}(x)),\;x\to x_{0}}.
Falls die asymptotische Entwicklung nicht konvergiert, gibt es für jedes Funktionsargument {\displaystyle x} einen Index {\displaystyle k}, für den der Approximationsfehler
{\displaystyle f(x)-\sum _{i=1}^{k}a_{i}\varphi _{i}(x)}
betragsmäßig am kleinsten wird; das Hinzufügen weiterer Terme verschlechtert die Approximation. Der Index {\displaystyle k} der besten Approximation wird bei asymptotischen Entwicklungen aber umso größer, je näher {\displaystyle x} bei {\displaystyle x_{0}} liegt.
Asymptotische Entwicklungen treten insbesondere bei der Approximation gewisser Integrale auf, beispielsweise mittels der Sattelpunktmethode. Das asymptotische Verhalten von Reihen lässt sich darauf oft mit Hilfe der eulerschen Summenformel zurückführen.

### Klassische Methoden
- Methode des steilsten Anstieges
- Methode von Chester-Friedman-Ursell